# فیورانو کاناوزه
فیورانو کاناوزه (به ایتالیایی: Fiorano Canavese) یک کومونه در ایتالیا است که در استان تورین واقع شده‌است.

## خصوصیات
فیورانو کاناوزه ۴٫۳ کیلومترمربع مساحت و ۸۵۹ نفر جمعیت دارد و ۲۵۶ متر بالاتر از سطح دریا واقع شده‌است.